# Gustaf Ekberg
Gustaf Mauritz "Blekberg" Ekberg, född 26 april 1890 i Stockholm, död där 28 september 1963, var en svensk fotbollsspelare. 
Ekberg inledde sin karriär i Eriksdals IF och spelade senare för Johanneshofs IF och Djurgårdens IF. Han var svensk landslagsman i fotboll vid minst nio tillfällen under perioden 1911–1915. Ekberg är begravd på Skogskyrkogården i Stockholm.